# Дарджин, Харриет

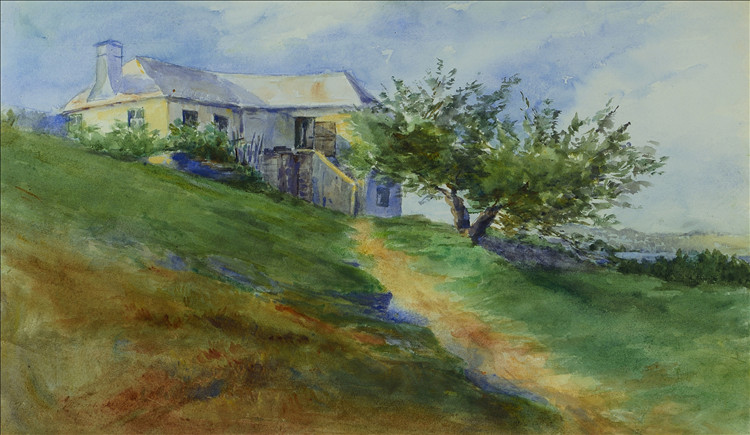
Одна из работ Харриет Дарджин

Харриет Дарджин (англ. Harriet Durgin, полное имя Harriet Thayer Durgin; 1843—1912) — американская художница, специализировалась на акварельных работах пейзажей и натюрмортов — одна из выдающихся американских художниц своего времени в жанре цветочной живописи.

## Биография
Родилась 17 августа 1843 года в Уилмингтоне, штат Массачусетс, в семье баптистского священника из Новой Англии Джона Мильтона Дарджина (1813—1887) и его жены Харриет Тайер (1807—1868), также из Новой Англии; сестра художницы Лайл Дарджин.
Сёстры вместе росли, учились в одних школах, а по окончании образования обнаружили у себя одинаковую тягу к искусству. После школы прошла обучение в институте New Hampton Institute в штате Нью-Гэмпшир.
Харриет начинала свою профессиональную карьеру учителем. В 1880 году в Париже она присоединилась к своей сестре Лайл, где они жили в одном из домов на улице Rue de Verneuil, недалеко от художественного музея в Люксембургском саду. В Париже она поступила в студию Дельфины де Кул, а затем училась у Франсуа Ривуара. Летом сестры рисовали в Англии, Швейцарии и Франции, черпая вдохновение в природе и путешествиях, забирая домой коллекции эскизов для своих зимних работ. Харриет, как и Лайл, выставлялась в Парижском салоне. В 1886 году они вернулись в Бостон, где открыли студию на Копли-сквер.
Умерла 12 февраля 1912 года. Была похоронена на семейном участке кладбища Pine Grove Cemetery в Gilmanton Ironworks, штат Нью-Гэмпшир.